# Љубомир Драшкић Муци
Љубомир Драшкић (Загреб, 20. јуни 1937 — Београд, 25. јануар 2004) познатији по свом надимку Муци, био је српски и југословенски филмски, телевизијски и позоришни режисер.

## Биографија
Рођен је 20. јуна 1937. у Загребу, од оца Сретена Драшкића, дипломате Краљевине Југославије и мајке Наде Албанези. Отац Сретенов, бригадни генерал Војске Краљевине Југославије Панте Драшкића био је дугогодишњи ордонанс и ађутант краља Александра I а потом у годинама пред Други светски рат и канцелар краљевих ордена. Муцијеви родитељи су се венчали 1935. године, након што је његова мајка променила веру из католичке у православну. Деда по мајци био је шеф царине у Загребу, где Муци проводи најраније детињство. Након Априлског рата 1941. године, са породицом се сели за Београд. Почетком 1942. године одлази тајно са мајком у Загреб. Ту завршава и два разреда основне школе, да би се почетком 1944. године се вратили за Београд. За православни Ускрс те године доживео је Савезничко бомбардовање а у октобру исте године пратио је борбе за ослобођење Београда, и долазак руских ослободилаца који су претраживали све куће тражећи нацисте. У једном таквом претраживању сусрео се са совјетским војником који му је као детету поклонио заплењену чоколаду. У каснијим годинама наводио је да су то били "мириси ратног детињства" које је доживео.
У првим годинама након ослобођења Југославије, породица Драшкић је анатемисана. Због чланства његовог деде као министра рада у Влади народног спаса, Муцијев отац је 1946. године, као предратни каријерни и високообразовани дипломата прво примљен у Министарство спољних послова а након двадесет дана избачен са образложењем да је "неподобни син грешног оца". Та ситуација утиче и на младог Муција, те је често растрзан у школовању на релацији Београд-Загреб. Четврту (мушку) гимназију у Београду завршава 1955. Након завршетка гимназије уписује историју уметности. После две године бављења глумом у Академском позоришту, 1957. је примљен на Академију за позоришну уметност у Београду, на студије режије у класи професора Вјекослава Афрића. Као студент асистира Бојану Ступици у припреми Диренматове „Посете старе даме“, па „Опере за три гроша“ и других послова у позоришта. Ступица нагло напушта Југословенско драмско позориште (ЈДП), а Муци, по Бојановој жељи, доводи Оперу до премијере. Изванредан почетак дуге и успешне редитељске каријере настављене на матичној сцени Атељеа 212, као и на другим сценама (укупно 82 позоришне режије). Управник Атељеа 212 био је у периоду од 1984. до пензионисања 1996. године.
Два пута се женио. Први пут глумицом Мајом Чучковић. Са њом је имао ћерку Иву Драшкић Вићановић. Други пут се поново оженио али у каснијим годинама, такође глумицом Светланом Бојковић. У овом браку није било деце.
Преминуо је 25. јануара 2004. године. Сахрањен је у Алеји заслужних грађана на Новом гробљу у Београду.
Њему у част установљена је 2005. године награда за режију „Љубомир Муци Драшкић”, коју додељују Атеље 212 и Скупштина града Београда.

## Видите још
- Атеље 212
- Факултет драмских уметности у Београду